# Renschia heterotypica
Renschia heterotypica là một loài thực vật có hoa trong họ Hoa môi. Loài này được (S.Moore) Vatke miêu tả khoa học đầu tiên năm 1881.